# Nokia E72
Nokia E72 – smartfon z serii E. Jest następcą telefonu Nokia E71 i jest oparty na projekcie i wyglądzie, oraz oferuje podobne funkcje. Nokia E72 jest telefonem przeznaczonym dla segmentu biznesowego (jak każdy telefon serii E) i posiada standardowe udogodnienia, jak klient e-mail, kalendarz oraz inne formy komunikacji i wiele innych.
Nokia E72 posiada nowy optyczny klawisz nawigacyjny (Optical Navi Key) zamiast standardowego klawisza D-pad używanego w innych urządzeniach, np. Nokia E71 – zostało to wprowadzone aby zwiększyć wygodę nawigacji po menu, skrzynce e-mail, w przeglądarce internetowej, oraz galerii multimediów. W porównaniu do poprzednika Nokia E72 jest przedstawiana jako telefon o większej wydajności (głównie dzięki szybszemu procesorowi 600 MHz w architekturze ARM). Posiada także 5-megapikselowy aparat z funkcją focus free z użytecznym polem ostrości od 50 cm do nieskończoności. Inne zmiany i ulepszenia są głównie zasługą zmian software'owych włączając zmiany w interfejsie użytkownika i wbudowanemu klientowi wiadomości.
Nokia E72 została zaprezentowana 15 czerwca 2009 na targach Nokia Connections 2009 w Singapurze.

## Zmiany i ulepszenia względem Nokii E71

### Właściwości
- Symbian OS 9.3, Series 60 v3.2 UI, Feature Pack 2.
- Optyczny klawisz nawigacyjny zamiast konwencjonalnego D-Pad
- 3.5 mm jack zamiast 2.5 mm
- ładowanie przez USB
- Active noise cancellation
- Akcelerometr sensor
- Magnetometr sensor
- Cyfrowy kompas
- wsparcie RDS
- PictBridge

### Poprawki
- 12 godzin rozmów(2G) zamiast 10h w E71 (2G).
- UMTS / HSDPA / HSUPA instead of Dual-band
- wsparcie HSDPA do 10.2 Mbps zamiast do 3.6 Mbps
- Dodane HSUPA prędkością 2.0 Mbps
- Zwiększona częstotliwość procesora do 600 MHz
- Real time Push e-mail HTML
- 5-megapikselowy aparat (zamiast 3.2)[2]